# Northbrook (Illinois)
Northbrook is een plaats (village) in de Amerikaanse staat Illinois, en valt bestuurlijk gezien onder Cook County.

## Demografie
Bij de volkstelling in 2000 werd het aantal inwoners vastgesteld op 33.435. In 2006 is het aantal inwoners door het United States Census Bureau geschat op 34.142, een stijging van 707 (2,1%).

## Geografie
Volgens het United States Census Bureau beslaat de plaats een oppervlakte van 33,6 km², waarvan 33,5 km² land en 0,1 km² water.

## Geboren
- Scott Adsit (1965), acteur
- Andy Hirsch (1966), acteur en filmproducent

## Plaatsen in de nabije omgeving
De onderstaande figuur toont nabijgelegen plaatsen in een straal van 8 km rond Northbrook.